# Райнгард фон Рабенау
Райнгард фон Рабенау (нім. Reinhard von Rabenau; 6 листопада 1888 — ?) — німецький офіцер-підводник, капітан-лейтенант кайзерліхмаріне.

## Біографія
Представник знатного саксонського роду. 1 квітня 1906 року вступив на флот. Учасник Першої світової війни. З 29 грудня 1916 по 29 січня 1918 року — командир підводного човна SM UC-77, з 16 лютого по 11 листопада 1918 року — SM UB-88. Всього за час бойових дій потопив 42 кораблі загальною водотоннажністю 68 610 тонн і пошкодив 6 кораблів загальною водотоннажністю 19 443 тонни. 24 листопада 1919 року звільнений у відставку. Працював торговцем у фірмі Kali und Salz.

## Сім'я
Одружився з Крістіною Ганте. В пари народились 3 дітей — Георг (1916), Гельга (1918) і Кріста (1921).

## Звання
- Морський кадет (1 квітня 1906)
- Фенріх-цур-зее (6 квітня 1907)
- Лейтенант-цур-зее (30 вересня 1909)
- Оберлейтенант-цур-зее (19 вересня 1912)
- Капітан-лейтенант (26 квітня 1917)

## Нагороди
- Орден Корони (Пруссія) 4-го класу з мечами
- Залізний хрест 2-го і 1-го класу
- Королівський орден дому Гогенцоллернів, лицарський хрест з мечами (2 вересня 1918)